# Badefols-sur-Dordogne
Badefols-sur-Dordogne är en kommun i departementet Dordogne i regionen Nouvelle-Aquitaine i sydvästra Frankrike. Kommunen ligger i kantonen Le Buisson-de-Cadouin som tillhör arrondissementet Bergerac. År 2022 hade Badefols-sur-Dordogne 205 invånare.

## Befolkningsutveckling
Antalet invånare i kommunen Badefols-sur-Dordogne
Referens:INSEE